# Sameera Moussa
Sameera Moussa (in arabo: سميرةموسى; El Gharbia, 3 marzo 1917 – Muqattam, 5 agosto 1952) è stata una fisica egiziana che ha conseguito un dottorato sulle radiazioni atomiche e ha lavorato per rendere accessibile a tutti l'uso medico della tecnologia nucleare. Ha organizzato la Conferenza sull'Energia Atomica per la Pace e ha patrocinato un appello per istituire una conferenza internazionale con lo slogan Atomi per la Pace. È stata la prima donna a lavorare nell'Università Fouad I (Università del Cairo).

## Biografia

### Gioventù e studi liceali
Sameera Moussa nacque in Egitto, nel governatorato di Gharbia, nel 1917. Sua madre morì di cancro; suo padre fu un famoso attivista politico, che si trasferì con sua figlia a Il Cairo e investì il suo denaro in un piccolo hotel nella regione di El-Hussein. Su insistenza di suo padre, Sameera frequentò la scuola elementare di Kaser El-Shok, una delle più antiche scuole del Cairo. Dopo aver completato la sua istruzione primaria, si è iscritta alla scuola Banat El-Ashraf, che è stata costruita e gestita da suo padre. Nonostante avesse ottenuto ottimi voti durante l'istruzione secondaria e avesse la possibilità di essere ammessa ad ingegneria, insistette per iscriversi alla Facoltà di Scienze dell'Università del Cairo.
Nel 1939, Moussa ottenne una laurea in radiologia con il massimo dei voti, dopo aver studiato gli effetti delle radiazioni a raggi X su vari materiali. Il dottor Moustafa Mousharafa, preside della facoltà, credeva in lei tanto da aiutarla a diventare docente straordinaria presso la facoltà. In seguito, divenne la prima assistente-professore nella stessa facoltà e la prima donna a ricoprire una carica universitaria, ottenendo un dottorato in radiazioni atomiche.

### Ricerca nucleare
Sameera Moussa credeva in Atomi per la Pace ed era nota per affermare: Il mio desiderio è di vedere il trattamento nucleare disponibile e a basso prezzo come l'aspirina. Ha lavorato duramente a questo fine e, durante tutta la sua intensa ricerca, ha scoperto una storica equazione che avrebbe aiutato a scindere gli atomi di metalli poco costosi come il rame, aprendo di fatto la strada per la produzione di una bomba nucleare a basso costo.
Ha organizzato la conferenza Energia Atomica per la Pace e ha patrocinato un appello per la creazione di una conferenza internazionale sotto il titolo Atomi per la Pace, dove sono stati invitati molti eminenti scienziati. La conferenza ha stilato una serie di raccomandazioni per l'istituzione di un comitato per la protezione dai rischi nucleari, che Sameera ha fortemente sostenuto. Ha inoltre fatto volontariato per aiutare a curare i malati di cancro in vari ospedali, specialmente da quando sua madre ha affrontato una feroce battaglia contro questa malattia.

### Visite negli Stati Uniti
Moussa ha ricevuto una borsa di studio dalla Fulbright Atomic per conoscere i moderni centri di ricerca alla California University. Come riconoscimento per la sua pionieristica ricerca nucleare, le è stata data l'autorizzazione per visitare i centri nucleari segreti degli Stati Uniti. Questa visita ha sollevato veementi dibattiti nei circoli accademici e scientifici degli Stati Uniti, dato che Moussa è stata la prima straniera ad avere accesso a tali centri.
Ha rifiutato svariate offerte, che prevedevano che lei vivesse negli Stati Uniti e che le fosse garantita la cittadinanza americana.

### Morte
Il 5 agosto 1952, dopo la sua prima visita in America, Moussa è stata invitata a fare un viaggio in California, nonostante avesse intenzione di tornare a casa, in Egitto. Durante il viaggio, l'automobile su cui si trovava precipitò da un'altezza di 12 metri, caduta che la uccise sul colpo. Intorno all'incidente aleggia un alone di mistero, dovuto alla scoperta, in seguito, della falsità dell'invito in California e alla scomparsa del guidatore dell'auto, presumibilmente uscito dalla macchina pochi istanti prima della caduta. Questo spinge alcuni a ritenere che l'incidente fosse in realtà un assassinio programmato.
Si è presunto che il Mossad israeliano fosse il mandante dell'omicidio di Moussa, a opera dell'attrice ebreo-egiziana e presunta agente Raqya Ibrahim (Rachel Abraham).

## Premi e riconoscimenti
- Un laboratorio alla facoltà di scienze e una scuola nel suo villaggio sono stati intitolati a suo nome
- La televisione egiziana ha trasmesso una serie televisiva intitolata The Immortal, mettendo in scena la sua biografia
- Nel 1998, mentre si celebrava il Giorno Egiziano Della Donna, si decise di dedicarle un luogo di commemorazione culturale nel suo luogo natale
- Fu pubblicato un libro sulla sua vita e i suoi contributi scientifici